# Phacelia bombycina
Phacelia bombycina är en strävbladig växtart som beskrevs av Elmer Ottis Wooton och Standley. Phacelia bombycina ingår i Faceliasläktet som ingår i familjen strävbladiga växter. Inga underarter finns listade i Catalogue of Life.